# Aminoácido essencial
Um aminoácido essencial é aquele que o organismo (normalmente, o humano) não é capaz de sintetizar, mas é necessário para o seu funcionamento.
O organismo humano é incapaz de sintetizar cerca de metade dos vinte aminoácidos comuns. Tem então de os obter através da dieta, pela ingestão de alimentos ricos em proteínas.
Os aminoácidos não essenciais são também necessários para o funcionamento do organismo, mas podem ser sintetizados in vivo a partir de determinados metabolitos.
Existem aminoácidos que são essenciais apenas em determinadas situações patológicas ou em organismos jovens e em desenvolvimento. A estes convencionou-se a designação "condicionalmente essenciais". Estes aminoácidos são normalmente fonte de divisão entre os cientistas, havendo os que consideram estes como essenciais e os que não os consideram essenciais.
A lista abaixo mostra os aminoácidos comuns classificados quanto à sua essencialidade para o organismo humano. Esta lista é válida para a maioria dos mamíferos.
Essenciais
- Fenilalanina
- Histidina
- Isoleucina
- Lisina
- Leucina
- Metionina
- Treonina
- Triptofano
- Valina

## Não Essenciais
- Ácido Aspártico
- Ácido Glutamico
- Alanina
- Arginina
- Asparagina
- Cisteína
- Glicina
- Glutamina
- Prolina
- Serina
- Tirosina

Note-se que os aminoácidos não essenciais possuem, em geral, vias de síntese relativamente simples. Por exemplo, o metabolito α-cetoglutarato (intermediário do ciclo dos ácidos tricarboxílicos) é precursor do glutamato, que por sua vez pode dar origem à glutamina, à prolina e à arginina. Os aminoácidos são especialmente divididos em dois grupos: os não essenciais (que são os que o nosso corpo produz) e os essenciais (aqueles cujo nosso corpo não produz, mas que pode ser obtido através da alimentação).
A maioria das plantas e bactérias consegue sintetizar a totalidade dos aminoácidos, não existindo nestes organismos o conceito de "aminoácido essencial".
| Aminoácido                  | mg por kg de peso corporal | mg para pessoas de 70 kg | mg para pessoas de 100 kg |
| --------------------------- | -------------------------- | ------------------------ | ------------------------- |
| H Histidina                 | 10                         | 700                      | 1000                      |
| I Isoleucina                | 20                         | 1400                     | 2000                      |
| L Leucina                   | 39                         | 2730                     | 3900                      |
| K Lisina                    | 30                         | 2100                     | 3000                      |
| M Metionina + C Cisteina    | 15 (total)                 | 1050                     | 1500                      |
| F Fenilalanina + Y Tirosina | 25 (total)                 | 1750                     | 2500                      |
| T Treonina                  | 15                         | 1050                     | 1500                      |
| W Triptofano                | 4                          | 280                      | 400                       |
| V Valina                    | 26                         | 1820                     | 2600                      |

A recomendação para crianças é de 10 a 20% maior que para os adultos, podendo chegar a 150% para bebês.
Fontes de proteína animal, como carne, peixes, ovos e leite proveem todos os amino ácidos essenciais. Plantas como a quinoa, semente de cânhamo, amaranto e soja também, embora a utilização deste aminoácido esteja influenciada pelo aminoácido limitante. Por exemplo: se uma fonte contêm todos os aminoácidos, mas tem uma quantidade muito pequena de lisina, o corpo humano só vai absorver os outros na proporção que a lisina for utilizada para síntese de proteínas, e os aminoácidos em "excesso" serão desaminados e transformados em glicose ou gordura.
Daí a importância de variar a dieta e misturar várias fontes de proteínas. Até mesmo dietas estritamente vegetarianas podem suprir facilmente as necessidades protéicas de qualquer indivíduo, basta que se combine alimentos ricos em proteínas - por exemplo, arroz contém poucas quantidades de alguns aminoácidos que são encontrados em boas quantidades no feijão. De forma similar, feijão contém poucas quantidades de alguns aminoácidos dos quais o arroz é rico. Juntos, feijão e arroz fornecem quantidades adequadas de todos os aminoácidos essenciais.
| Fonte protéica     | Amino ácido limitante                      |
| ------------------ | ------------------------------------------ |
| Trigo              | lisina                                     |
| Arroz              | lisina                                     |
| Legumes            | triptofano                                 |
| Milho, cereais     | lisina e triptofano                        |
| feijão             | metionina (ou cisteina)                    |
| ovos, frango, Soja | nenhum; referência para proteína absorvida |